# Нечерица
Нечерица или Нечереци (рус. Нечерица; Нечерецы) слатководно је језеро ледничког порекла смештено у јужном делу Себешког рејона на југозападу Псковске области у Русији. Налази се на територији Себешког националног парка. Из језера отиче река Свољна преко које је оно повезано са басеном Западне Двине и Балтичког мора.
Акваторија језера обухвата површину од око 12,8 км² (1.278 хектара). Максимална дубина језера је до 6 метара, односно просечна од око 2,5 метара.